# Feliksówka (województwo lubelskie)
Feliksówka – wieś w Polsce położona w województwie lubelskim, w powiecie zamojskim, w gminie Adamów.
W latach 1975–1998 miejscowość administracyjnie należała do województwa zamojskiego.
Znajduje się tu wieża nadająca sygnał radiowy dla Zamojszczyzny i okolic.
Wieś jest sołectwem w gminie Adamów. Według Narodowego Spisu Powszechnego z roku 2011 wieś liczyła 238 mieszkańców i była dziesiątą co do liczby ludności miejscowością gminy.
Wierni Kościoła rzymskokatolickiego należą do parafii Przemienienia Pańskiego w Suchowoli.

## Części wsi
| SIMC    | Nazwa      | Rodzaj    |
| ------- | ---------- | --------- |
| 0885151 | Kasjerówka | część wsi |
| 0885168 | Warszawa   | część wsi |

## Historia
Feliksówka wieś z folwarkiem należąca do dóbr Rachodoszcze w powiecie zamojskim, gminie Suchowola, parafii Krasnobród. Odległa od Zamościa o 14 wiorst w kierunku południowym. Wieś zajmuje przestrzeń włościańską 358 mórg liczyła 25 domów i 214 mieszkańców w tej liczbie 7 Rusinów.
Według notki Słownika geograficznego Królestwa Polskiego z roku 1881 Feliksówka „leżąc na wzgórzu okolonem lasami, zajmuje urocze położenie, lecz brak studni i zdrojowiska w blizkości (najbliższe bowiem źródło zwane „Zjawienie”, zaspakajające jedynie potrzebę wody do życia, oddalone o 3 i pół wiorsty znajduje się pod wsią Lipskiem), pomimo stosownego pastwiska, uniemożebnia chów inwentarza, przeto gleba ziemi płonna, płodna tylko kostrzewą, nie zaspakaja nawet skromnych potrzeb, przez co stan włościan nędzny, bo i uprawiane tu sadownictwo w celu zapełnienia braków rolnictwa, polega głównie na prostem i nieumiejętnem jeszcze pielęgnowaniu, ograniczającem się przesadzaniem z lasu do ogrodów zwyczajnych gatunków dziczek, trześni i śliwek”.
W roku 1827 było tu 21 domów 138 mieszkańców.